# Ларс Хульден
Ларс Е́верт Ху́льден (швед. Lars Evert Huldén; *5 листопада 1926, Якобстад — 11 жовтня 2016, Гельсінкі ) — фінський шведський поет, письменник, мовознавець і перекладач.

## З життєпису
Батько Ларса Гульдена був письменником і фермером Евертом Хульденом. Музикант і перекладач Матс Хульден є сином Ларса Хульдена. Коріння Хульденів походить із селянської роду з Остроботнії, і його рідний регіон Мунсала неодноразово фігурує як джерело натхнення в поезії Ларса Хульдена. Навіть у своєму народженні Ларс Хульден поєднав поетичну традицію (як поет другого покоління після свого дядька Якоба Хульдена) і селянську традицію (завдяки батьку).
Навчався в Гельсінському університеті, а в 1957 році захистив докторську дисертацію про остроботнські діалекти Швеції. 
Працював викладачем, якийсь час ректором так званого Робітничого університету. Згодом обіймав посаду професора скандинавських мов в університеті в період 1964-1989 років. Як дослідник він зосереджувався на діалектах шведської мови, походженні топонімів шведськомовних регіонів Фінляндії та поетах Карлу Міхаелю Бельману та Югану Людвігу Рунебергу.
Входив до складу комісії з Державних літературних премій, якийсь час очолював Спілку письменників Фінляндії.
Помер у Гельсінках у 2016 році. 

## З доробку
Між 1958 і 2014 роком Ларс Хульден видав загалом 40 поетичних збірок. Він також писав пісні, в т.ч. для кабаре.
Хульден перекладав фінські п'єси та поезію шведською (включаючи «Калевалу» в 1999 році), а також англійські твори, зокрема твори Вільяма Шекспіра.
Першим художнім твором автора стала поетична збірка Dräpa näcken (1958). 
У поетичних збірках («Горобина», «Вірші про вітчизну», «Вірші пастуха») передає думки і настрої сучасників, своє ставлення, використовуючи легку іронію.. Проза автора так само є чутливою, викликає співчуття, ностальгію.
Типовим для творів Хульдена є те, що головна тема розглядається з двох різних точок зору, і в цьому випадку дві протилежні або суперечливі точки зору на предмет розміщуються поруч. Це також означає визнання різноманітності світу та усвідомлення складності речей. 
Хульден часто використовує прислів'я та селянську мудрість, якими він може закінчити або обірвати вірш, пересипати мову персонажів прозових творів. Авторові притаманний і своєрідний гумор, так включений у поетичну збірку På Pindi Klint ювілейного для Гельсінського університету 1990 року вірш Dekanernas psalm прославляє деканів пародійними біблійними віршами.

## Нагороди
- Премія «Фінляндія» Шведської академії 1980
- Премія Дена Андерссона 1984
- Медаль Акселя Улофа Фройденталя 1986
- Скандинавська премія Шведської академії 2000